# I Nyoman Windha
I Nyoman Windha és un dels músics i compositors contemporanis més destacats de música balinesa de gamelan. Va néixer a Banjar Kutri, Singapadu, Gianyar, Bali. Graduat al KOKAR i al STSI, Windha va ser conegut en primer lloc com a intèrpret i director, especialment a l'ugal, i com a compositor a partir 1983, havent arribat a compondre moltes obres per a diversos gèneres de gamelan balinès, principalment en estil kebyar. Des de 1985, les seves composicions han anat creixent en duració i complexitat, i sovint ha aportat novetats en el marc dels festivals més importants de l'illa que tenen lloc durant el mes de juny.
La seva reputació l'ha dut a viatjar moltes vegades entre 1989 i 2005 per Europa i Estats Units, on ha tocat, ensenyat i compost, sovint en contextos col·laboratius i experimentals. L'any 2004 va graduar-se en composició al Mills College, a Califòrnia. Des de llavors ha creat fusions musicals de referència, com Mulih ke Bali (2006).